# IC 3947
IC 3947 ist eine linsenförmige Zwerggalaxie vom Hubble-Typ S0 im Sternbild Coma Berenices am Nordsternhimmel. Sie ist schätzungsweise 254 Millionen Lichtjahre von der Milchstraße entfernt, hat einen Durchmesser von etwa 20.000 Lj und ist Mitglied des Coma-Galaxienhaufens.

Im selben Himmelsareal befinden sich u. a. die Galaxien IC 3946, IC 3949, IC 3957, IC 3959.
Das Objekt wurde am 12. Mai 1896 von Hermann Kobold entdeckt.